# Faber-Castell

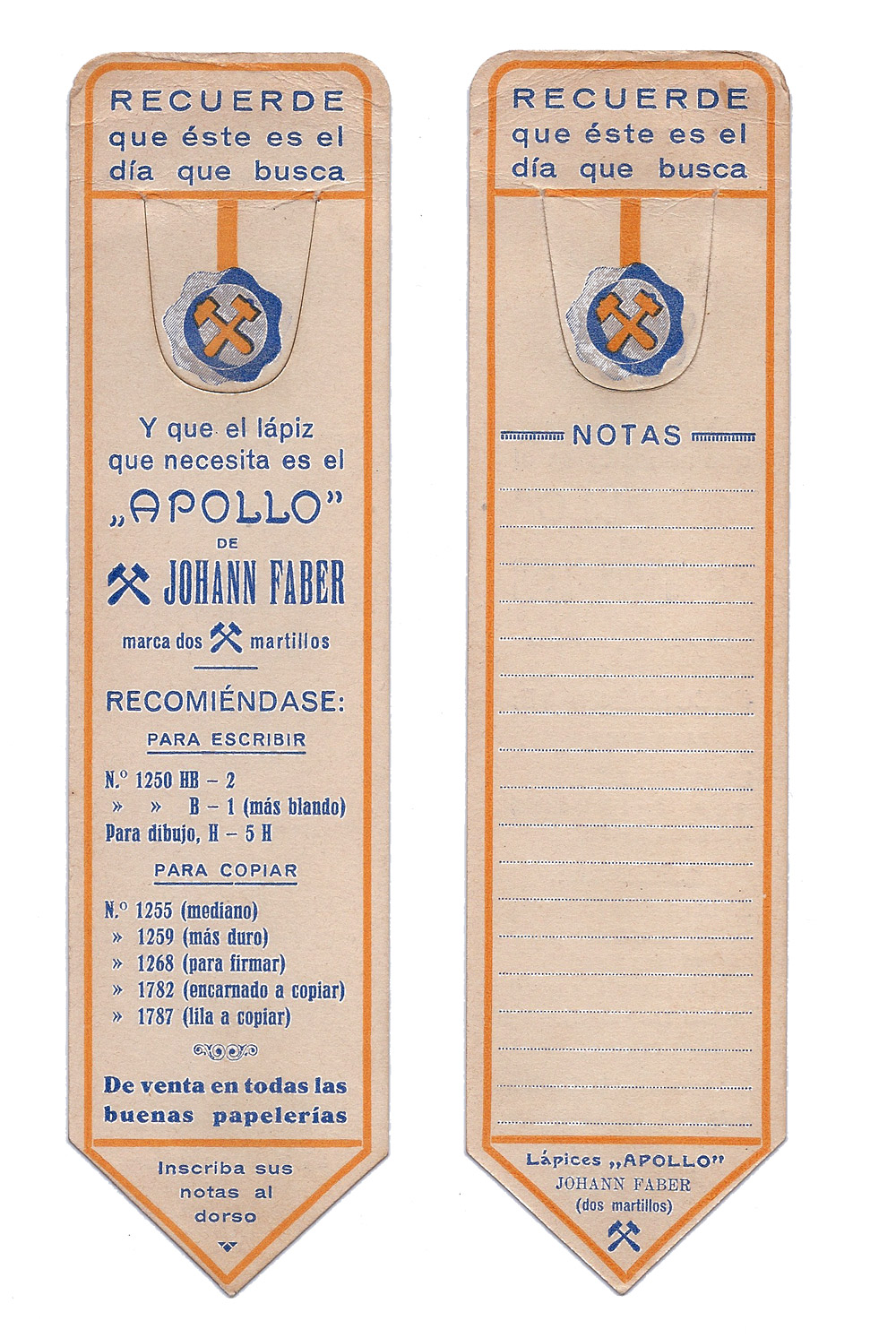
Propaganda antiga de Faber en forma de punt de llibre

Faber-Castell és una de les companyies alemanyes més antigues, fabricant d'útils escolars. Es va iniciar com un taller de fusteria fundat el 1761 per Steven Luksvork, en Stein, prop de Nuremberg. Va ser llavors quan el baró Lothar von Faber va convertir el llapis en el primer útil d'escriptura amb marca del món. El matrimoni de la seua neta i hereva universal, la baronessa Ottilie von Faber, amb el comte Alexander zu Castel-Rüdenhausen, va donar lloc al naixement de la marca Faber-Castell. Avui dia, Faber-Castell continua sota possessió de la mateixa família, la vuitena generació des del seu fundador. La companyia és ben coneguda en Alemanya, on s'aprèn a escriure amb llapis i plomes Faber-Castell. Internacionalment, compta amb una sòlida reputació pels seus materials de dibuix i escriptura d'alta qualitat. "El llapis està íntimament lligat a la nostra cultura i s'ha convertit en imprescindible per a la ciència i l'art." va proclamar Johann von Faber en 1898.
Tots els productes de Faber-Castell són manufacturats utilitzant processos i materials ecològics i ambientalment sostenibles. Per exemple, la companyia només utilitza fusta del seu propi bosc dins d'un projecte de reforestació i conservació en Brasil, on es planten i conreen els seus propis arbres en àrees que estaven desforestades i subjectes a l'erosió. Faber-Castell fins i tot recicla la deixalla de la producció de llapis per a utilitzar-los en adobar el sòl.